# Cariátide

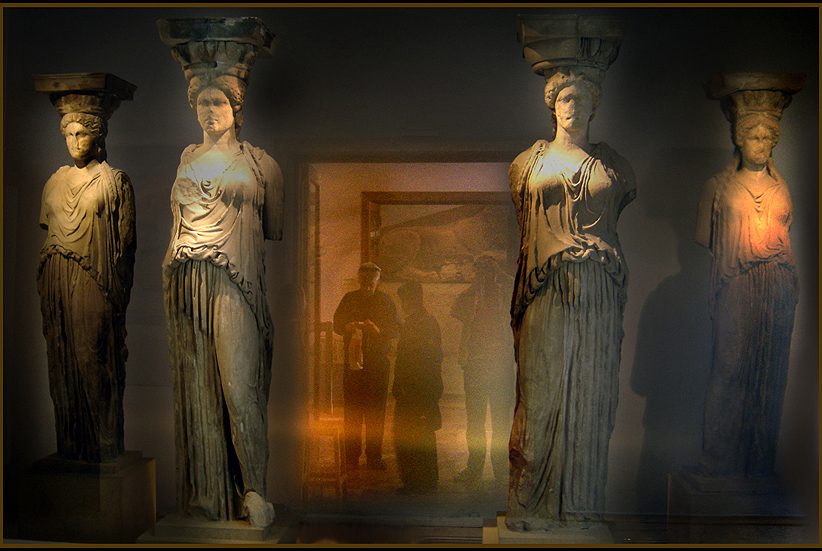
Cariátides originales del Erecteón, expuestas en el Museo de la Acrópolis de Atenas, protegidas por un cristal.

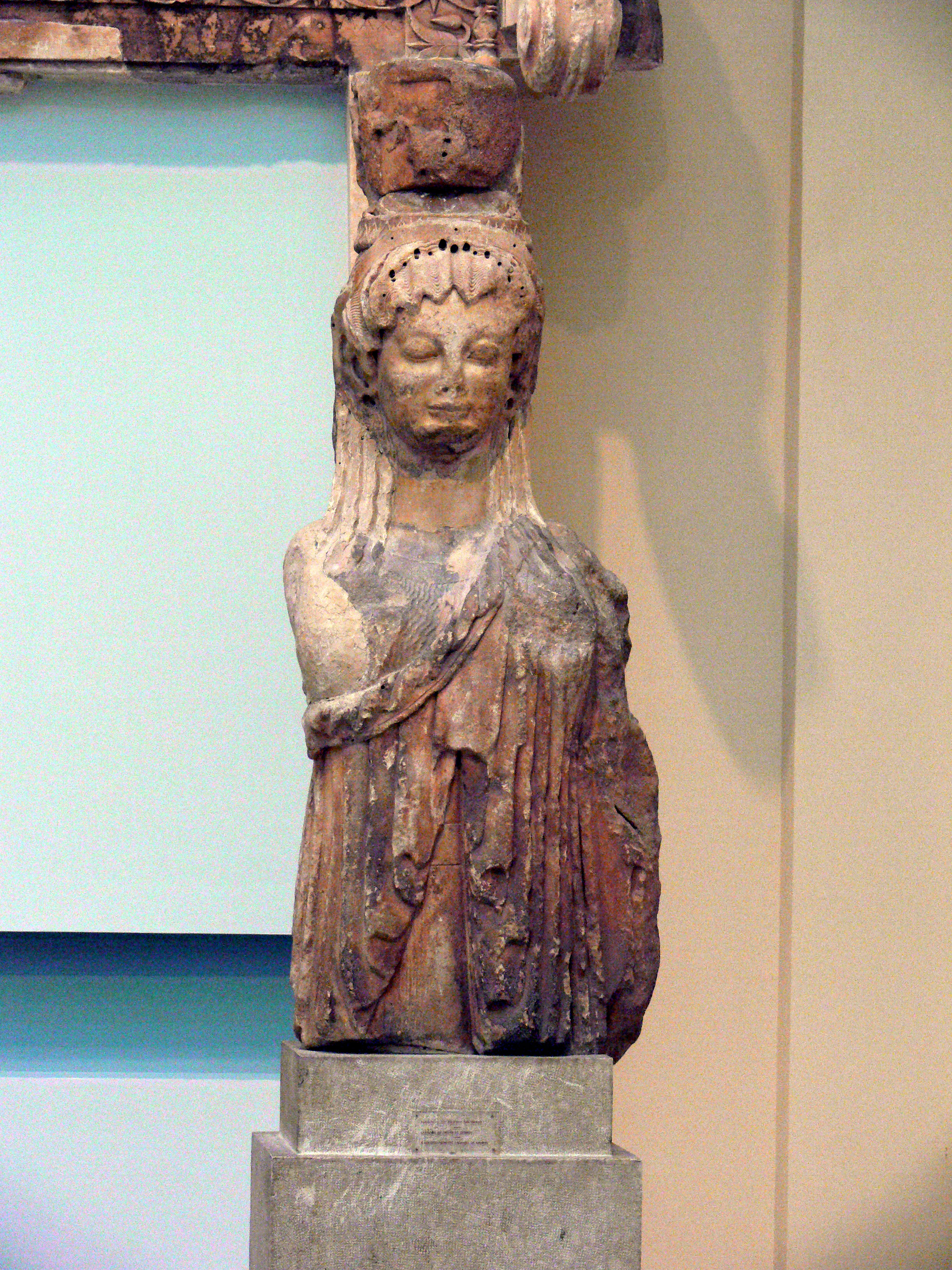
Cariátide en Delfos.

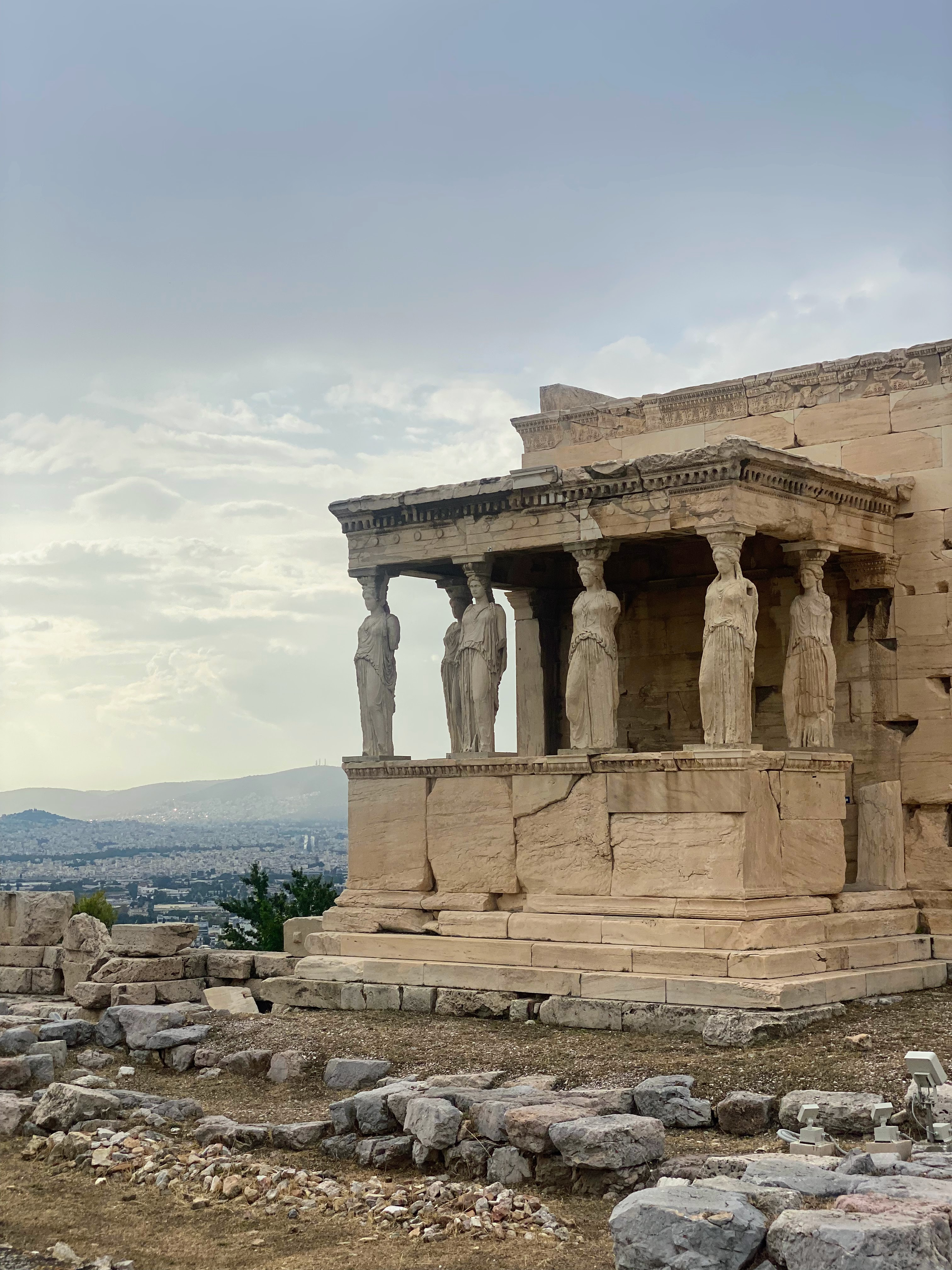
Erecteón con las Cariátides en la Acrópolis de Atenas.

Una cariátide (en griego antiguo: καρυᾶτις, romanizado: karyātis y en griego: Καρυάτις, plural: καρυάτιδες, romanizado karyatide)  es una figura femenina esculpida, con función de columna o pilastra, con un entablamento que descansa sobre su cabeza. El más típico de los ejemplos es la Pórtico de las Cariátides en el Erecteón, uno de los templos de la Acrópolis de Atenas. De este modo, todas las columnas similares siguen llamándose igual.

Su nombre está relacionado con la antigua ciudad de Carias (Καρυές), en Laconia, donde se celebraba una festividad en un templo de Artemisa. 
«El tercer desvío desde el camino recto a la derecha lleva a Carias y al santuario de Artemisa. Carias es el lugar consagrado a Artemisa y a las Ninfas, y al aire libre se levanta una imagen de Artemis Cariátide. Allí, las muchachas de los lacedemonios forman cada año coros, y tienen una danza local tradicional».
Según Servio, Caria era hija de un rey de Laconia, era amada por Dioniso, pero murió repentinamente en Carias y él la metamorfoseó en un nogal. Artemisa llevó la noticia a los laconios, quienes inmediatamente erigieron un templo a Artemisa Cariátide, de la que reciben su nombre las cariátides, estatuas femeninas empleadas como columnas.
Por otra parte, un relato de Vitruvio indicaba que siendo esta ciudad aliada de los persas durante las guerras médicas, sus habitantes fueron exterminados por los otros griegos, sus mujeres fueron convertidas en esclavas y condenadas a llevar las más pesadas cargas. Se las esculpe a ellas, en lugar de columnas típicamente griegas, para que estén condenadas durante toda la eternidad a aguantar el peso del templo.
En 1550, Jean Goujon (arquitecto y escultor del rey Enrique II de Francia) talló unas cariátides en el Louvre, que sostienen la plataforma de los músicos en la sala de los guardias suizos (actualmente llamada de las Cariátides). Goujon solo había conocido las cariátides del Erecteión a través de inscripciones y nunca había visto las originales.
El escritor español Ramón Gómez de la Serna, que vivió varios años en Buenos Aires (Argentina), escribió que quería para su muerte que «lloraran todas las cariátides de la ciudad».
Uno de los salones de actos más conocidos del Palacio Nacional Dominicano lleva el nombre de Las Cariátides, puesto que alterna columnas de mármol blanco y hermosas cariátides semidesnudas.
Si la figura es masculina, se llama atlante o telamón.
De figura hierática en la Antigüedad, la figura de la cariátide se convirtió a lo largo del siglo XIX en extremadamente lasciva, con los drapeados más ajustados y con poses muy sugerentes, etc. (véase la Fuente Wallace).